# Ragazze sul ponte
Ragazze sul ponte è un dipinto a olio su tela realizzato da Edvard Munch nel 1902 circa e oggi conservato al Museo Puškin. Questo dipinto è stato realizzato ad Åsgårdstrand una località sulla sponda occidentale del fiordo di Oslo.

## Ipotesi astronomica
Il dipinto rappresenta un ponte di legno su cui si affacciano tre ragazze, nello sfondo è visibile un gruppo di case che si specchiano sull'acqua. Ciò che desta curiosità è la presenza di un oggetto celeste, sole o luna, appena visibile sopra i tetti delle case ma non riflesso sull'acqua. Vista la latitudine del luogo sembra possibile escludere l'osservazione del “sole di mezzanotte”, essendo la località a sud del Circolo polare artico. Sempre in ragione della latitudine di 59° N e della stagione rappresentata, probabilmente l'estate, non concordano sulla presenza del Sole. Per apparire in quella posizione in cielo del sole, il periodo compatibile è compreso tra novembre e gennaio il che esclude la nostra stella. Se invece supponiamo la presenza della luna piena, essa appare combaciare come periodo di visibilità a sud-ovest.
Tuttavia appurata la presenza della luna, ciò che non si comprende è la mancata riflessione sull'acqua dell'astro, riflessione da molti considerata una semplice libertà artistica. Facendo invece un calcolo della possibile posizione in cui l'artista ha dipinto il quadro, in un punto di 3,4 metri sul livello dell'acqua. Tenendo conto dell'altezza reale del tetto della casa e della posizione radente della luna sul tetto, risulta che essa non può prospetticamente specchiarsi sull'acqua poiché nascosta. Questa analisi conferma che Munch dipinse il paesaggio in condizioni reali, senza libertà artistiche.